# Батт II
Батт II Счастливый (греч. Βάττος ὁ Εὐδαίμων) — древнегреческий царь Кирены в 583—560 годах до н. э.
Происходил из династии Баттиадов. Сын царя Аркесилая I. Батт унаследовал трон после смерти отца в 583 году до н. э. Главной целью поставил сохранение города-государства Кирены и расширения её границ. Для этого решил воспользоваться поддержкой Дельфийского оракула, которому отправил богатые дары. В ответ оракул призвал греков переезжать в Кирену. Вскоре Кирена пополнилась колонистами с Пелопоннесса и Крита. Также был основан новый город Аполлония, который подпал под власть Батта II.
В результате таких действий началась война между ливийскими племенами и греческими поселенцами. В 570 году до н. э. в местности Ипаса соединённые силы египтян (их прислал фараон Априй, желавший покорить Кирену) и ливийцев во главе с царем Адикраном встретились в решающей против армии Батта II. Последний одержал решительную победу и ливийцы были вынуждены признать владычество греков.
В том же году новым фараоном Египта стал Амасис II, с которым Батт II заключил мирный договор. С этого момента внешний враг не угрожал царю. Он сосредоточил внимание на развитии своих городов. Умер в 560 году до н. э. Ему наследовал его сын Аркесилай II, который вскоре был свергнут своим младшим братом Леархом.